# Transports aux Seychelles
Le transport aux Seychelles s'inscrit dans le contexte montagneux d'un petit pays multi-insulaire tropical. Le transport aux Seychelles s'inscrit à l'échelle locale pour la population résidente et à l'échelle planétaire pour les flux touristiques.

## Infrastructures

### Réseau routier

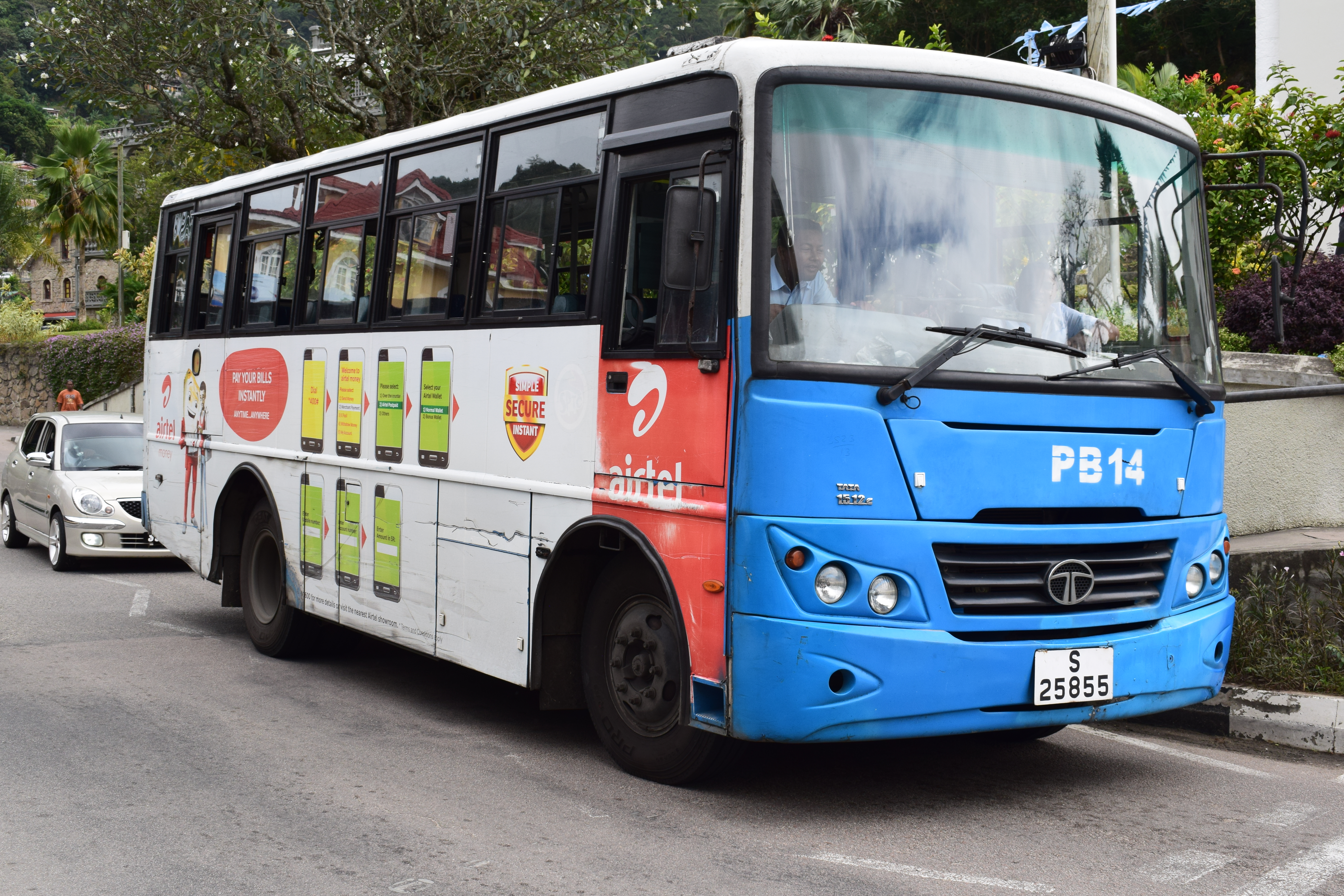
Bus Tata à Victoria.

Le réseau routier principal connecte les principaux foyers de population en longeant la majorité des côtes et en traversant les terres intérieures plusieurs fois. Il y a entre 400 et 500 km de routes goudronnées, la majorité sur Mahé, l'île principale. Il existe peu de véhicules individuels, voire presque aucun sur les autres îles, mais le réseau de bus est très développé. La SPTC fait circuler des bus indiens Tata sur toutes les routes principales, et ce, plusieurs fois par heure pour les grandes lignes. La tarification est unique que ce soit pour les résidents ou les étrangers ; un ticket coûte douze roupie (0€80)

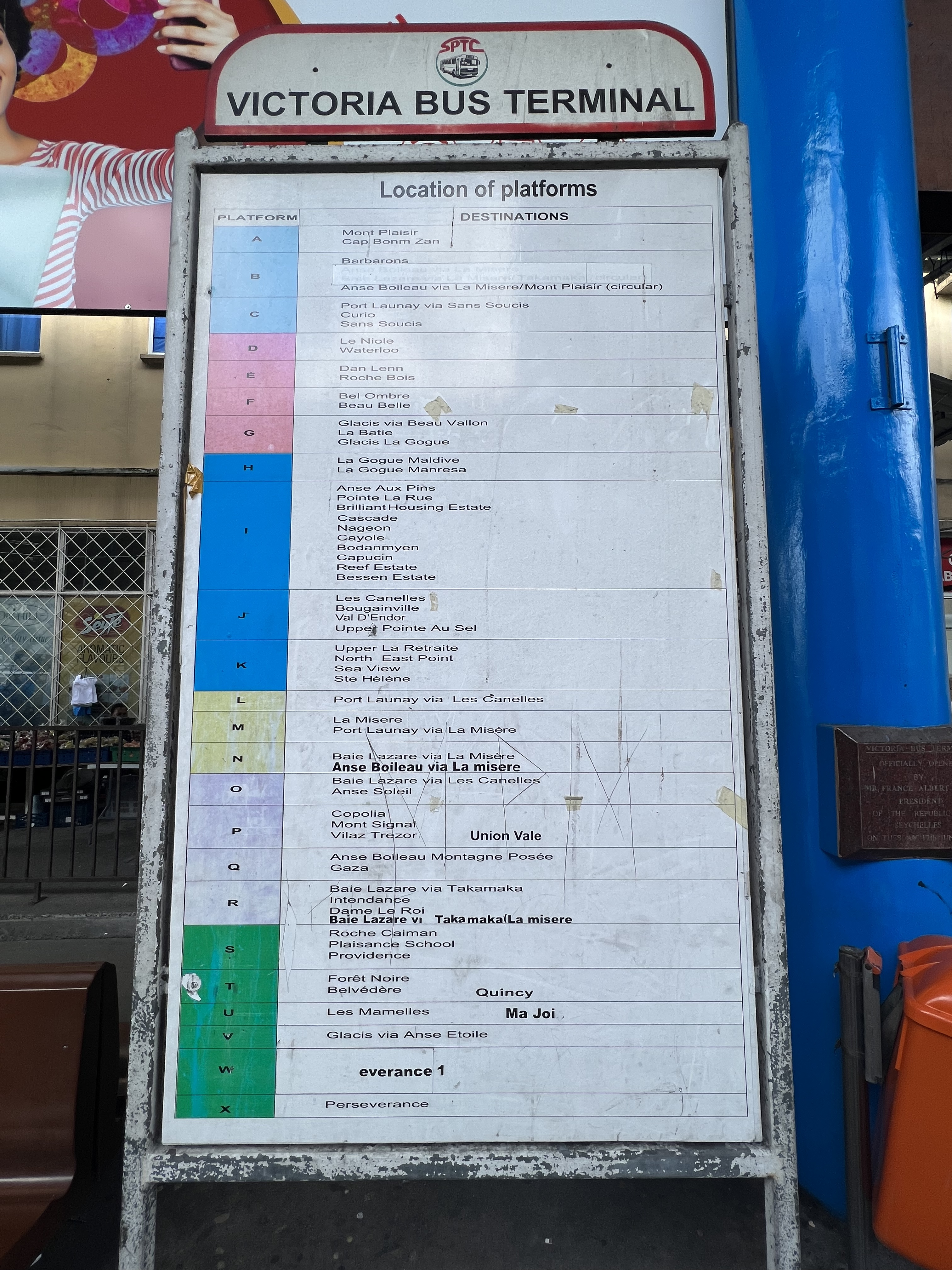
Lignes de bus de Mahé

Le tarif est le même quelle que soit la longueur du trajet. Les arrêts de bus sont bien individualisés avec un marquage au sol et la plupart du temps des abribus permettent d’attendre à l’abri du soleil ou de la pluie. Il faut faire signe au conducteur pour qu’il s’arrête. Les bagages encombrants sont interdits. Le dimanche il y a très peu de bus en circulation.

### Transport ferroviaire
Il n'existe aucun réseau ferré aux Seychelles.

### Transport aérien

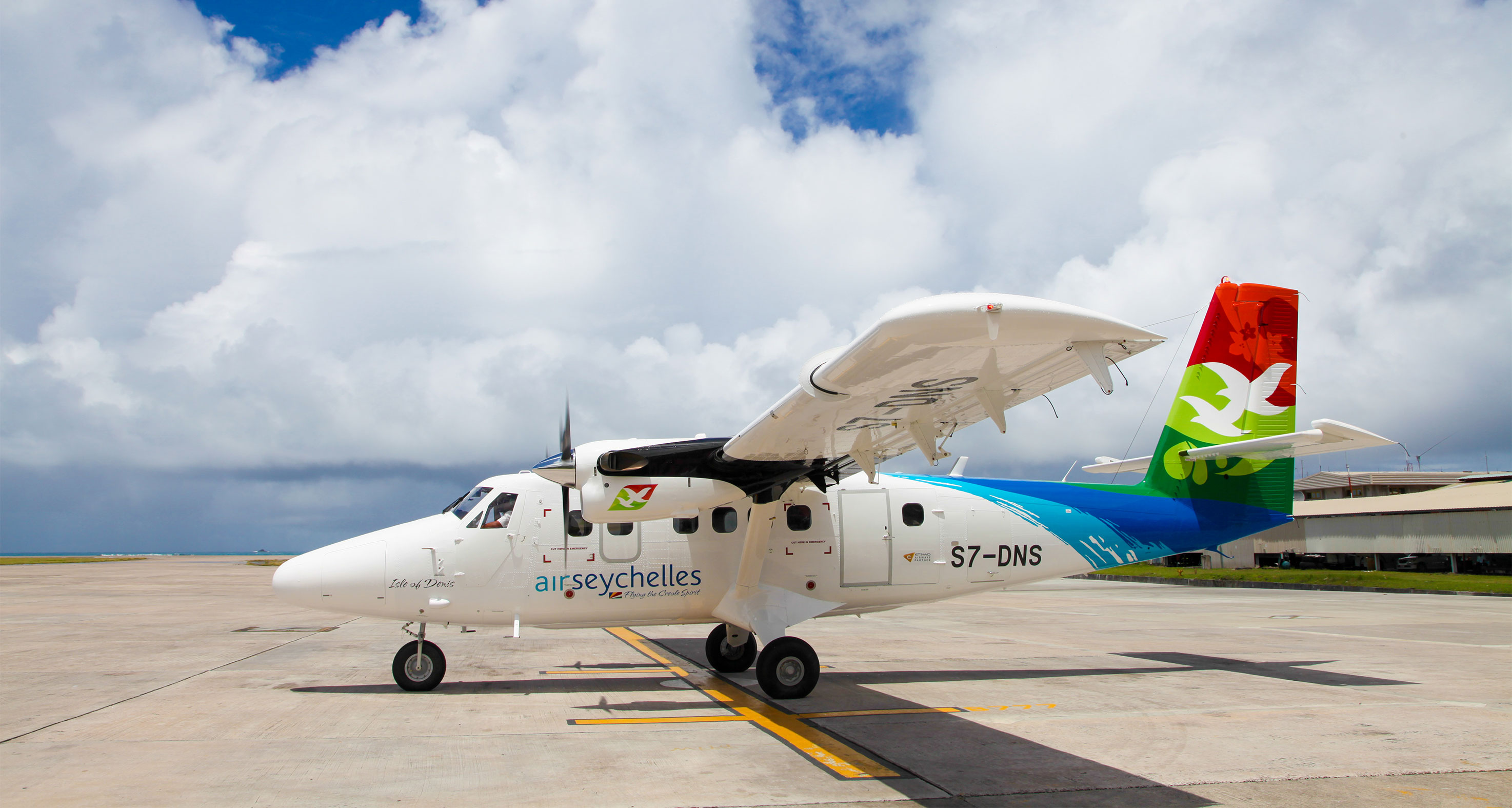
DHC-6 Twin Otter de la compagnie air Seychelles

Le transport aérien des Seychelles est régi par l'Autorité de l'aviation civile des Seychelles et repose principalement sur l'aéroport international des Seychelles, point d'entrée privilégié pour les flux touristiques. Il existe également un deuxième aéroport, celui de Praslin.
La compagnie nationale est Air Seychelles créée en 1986. Possédant en 2017 5 avions DHC-6 Twin Otter-400 Series de transport régional et deux Airbus A320-200 qui opèrent à partir de Mahé, elle est détenue à 40% par Etihad Airways depuis 2012.

### Transport maritime

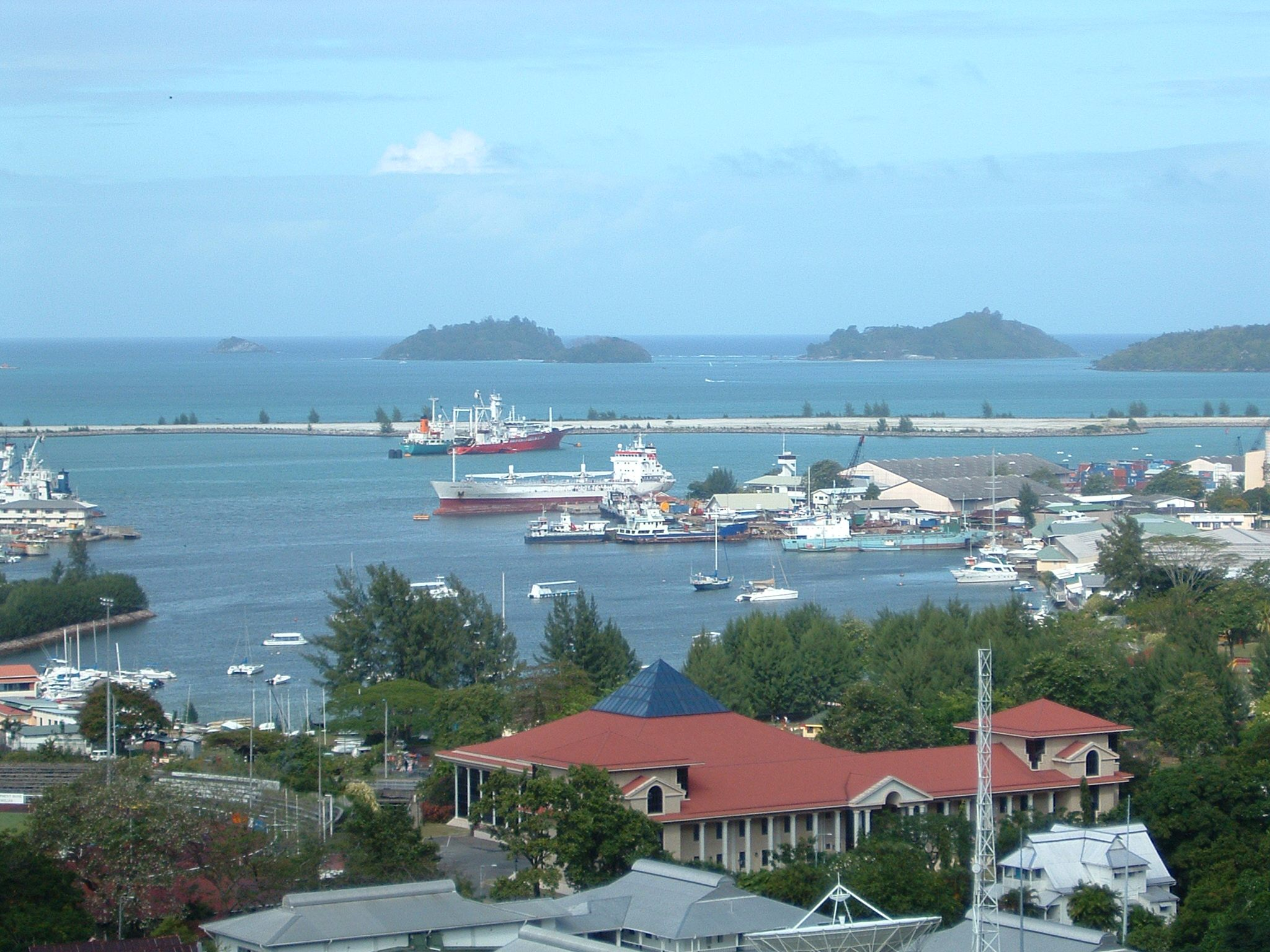
Le port de Victoria.

Le transport maritime voyageur s'effectue sur un axe reliant les trois îles principales : Mahé, Praslin et La Digue. Cette ligne est desservie par un petit ferry rapide, le Cat Coco à prix élevé, près d'un euro le kilomètre. Depuis 2014, la jonction maritime entre les trois îles principales est en situation de monopole puisque d'autres petits bateaux marchands n'ont plus l'autorisation d'embarquer des passagers. La Belle Séraphina et La Praslinoise embarquaient des passagers par le passé pour une quinzaine d'euros, bien que le trajet soit beaucoup plus lent. Néanmoins, le tarif du Cat Coco différencie les touristes des nationaux. En outre, les Seychelles sont une destination prisée pour les yachts et catamarans.
Le flux de cargo arrive sur l'île principale avant d'être redistribué par de petits bateaux.